# 石川文吾
石川 文吾（いしかわ ぶんご、1877年（明治10年）1月 - 1946年（昭和21年）11月20日）は、日本の商学者。東京商科大学（現一橋大学）名誉教授。

## 人物・経歴
東京府出身。海軍省技師などを務めた祖父の石川正員に養われ、1897年高等商業学校（現一橋大学）卒業。1899年からベルギー、ドイツ帝国に留学。高等商業学校附属外国語学校（現東京外国語大学）助教授、高等商業学校助教授、同教授を経て、1920年東京商科大学予科主事、明治大学商学部教授。1922年東京商科大学教授兼予科教授、汎太平洋協会商業会議政府代表員、商学博士。1935年社会保険調査会委員。1937年叙正三位。1940年教育功労者並徳行者表彰受賞。1941年紀元二千六百年祝典記念章受章。退官後、東京商科大学名誉教授の称号を受けた。1946年、肝臓がんのため死去。享年70。生命保険論、社会保険論、商業英語を講じ、保険学研究は大林良一に引き継がれた。

## 親族
妻のハナは利根発電社長などを歴任した笠井愛次郎の養子。石川剛元第一高等学校教授は弟。小川織三初代東京市水道局長は義弟。

## 著書
- 『保險 : 完』明治大學出版部 1885年
- 『商業綱要』同文館 1904年
- 『商業學講義要領 : 通論及賣買』大倉書店 1904年
- 『商業綱要 訂正増補』同文館 1905年
- 『賣買論』大倉書店 1906年
- 『商業綱要 7版』同文館 1906年
- 『賣買論訂正第3版 』大倉書店 1907年
- 『保險』1907年
- 『商業英作文講義 第1巻;第2巻』大倉書店 1908年
- 『賣買論 5版』大倉書店 1909年
- 『保險』早稲田大学出版部 1909年
- 『商業通論』大倉書店 1910年
- 『商業通論』江南高中兩商業學堂 1911年
- 『賣買論 訂正増補』大倉書店 1913年
- 『賣買論 訂正第6版』大倉書店 1913年
- 『商業通論 第4版』大倉書店 1913年
- 『商業十二講 改訂』大倉書店 1915年
- 『賣買論 訂正増補第7版』 大倉書店 1916年
- 『取引所 第二巻 改訂版』大倉書店 1920年
- 『商業通論 増補改訂』大倉書店 1924年
- 『生命保險』清水書店 1925年
- 『商業十二講』清水書店 1926年
- 『商事要項 上巻;下巻』清水書店 1927年
- 『生命保険 訂正3版』清水書店 1929年
- 『商業通論』早稲田大学出版部
- 『商業通論』早稲田大学出版部
- 『生命保險論』東京高等商業学会
- 『賣買』早稲田大学出版部
- 『汎太平洋協會商業會議』
- 『和英商業文 卷之1』明治大學出版部
- 『和英商業文 卷之1』明治大學出版部
- 『和英商業文 卷之2』明治大學出版部